# Velazconia
Velazconia là một chi bướm đêm thuộc họ Noctuidae.